# Bayer
Bayer (AFI: [ˈbaɪə]) é uma empresa química e farmacêutica alemã, fundada em 1863 por Friedrich Bayer e Johann Weskott em Wuppertal, Renânia do Norte-Vestfália.

## História
A Bayer é uma firma com atuação global nos setores de saúde (Bayer HealthCare), agronegócios (Bayer CropScience). De acordo com o seu Annual Report 2013, o grupo emprega 113.200 pessoas e atingiu no último ano um volume de negócios de cerca de € 40,2 bilhões.
Na década de 1930, a Bayer fazia parte da corporação mais poderosa da Alemanha, a IG Farben, juntamente com a BASF, a Hoechst e outras empresas químicas e farmacêuticas alemãs. Com a contrapartida de apoio para sua expansão e o investimento em uma tecnologia estratégica para suas empresas, o cartel doou 400 mil marcos para a campanha que ajudou a nomear Adolf Hitler chanceler, além de desenvolver uma borracha sintética, combustíveis de alta performance (utilizados pelas Forças Armadas), óleo combustível e ainda o famigerado Ziklon-B (gás utilizado nas câmaras de extermínio). Segundo a obra "IG Farben - From Anilin to Forced Labor", as fábricas da corporação utilizavam trabalhadores forçados como cobaias em seus experimentos com novos medicamentos e vacinas.
Em setembro de 2016, adquiriu a empresa multinacional Monsanto por US$ 66 bilhões.

## Divisões e Produtos
Bayer Brasil
Com 4.500 colaboradores em todo o país (dez/2013), a empresa está entre as cinco maiores operações do Grupo Bayer no mundo e tem duas importantes fábricas localizadas em São Paulo, cidade onde também está sua sede brasileira, e Belford Roxo (RJ). Bayer produz neonicotinóides, que são tóxicos para as abelhas, de acordo com vários estudos.

## Esportes

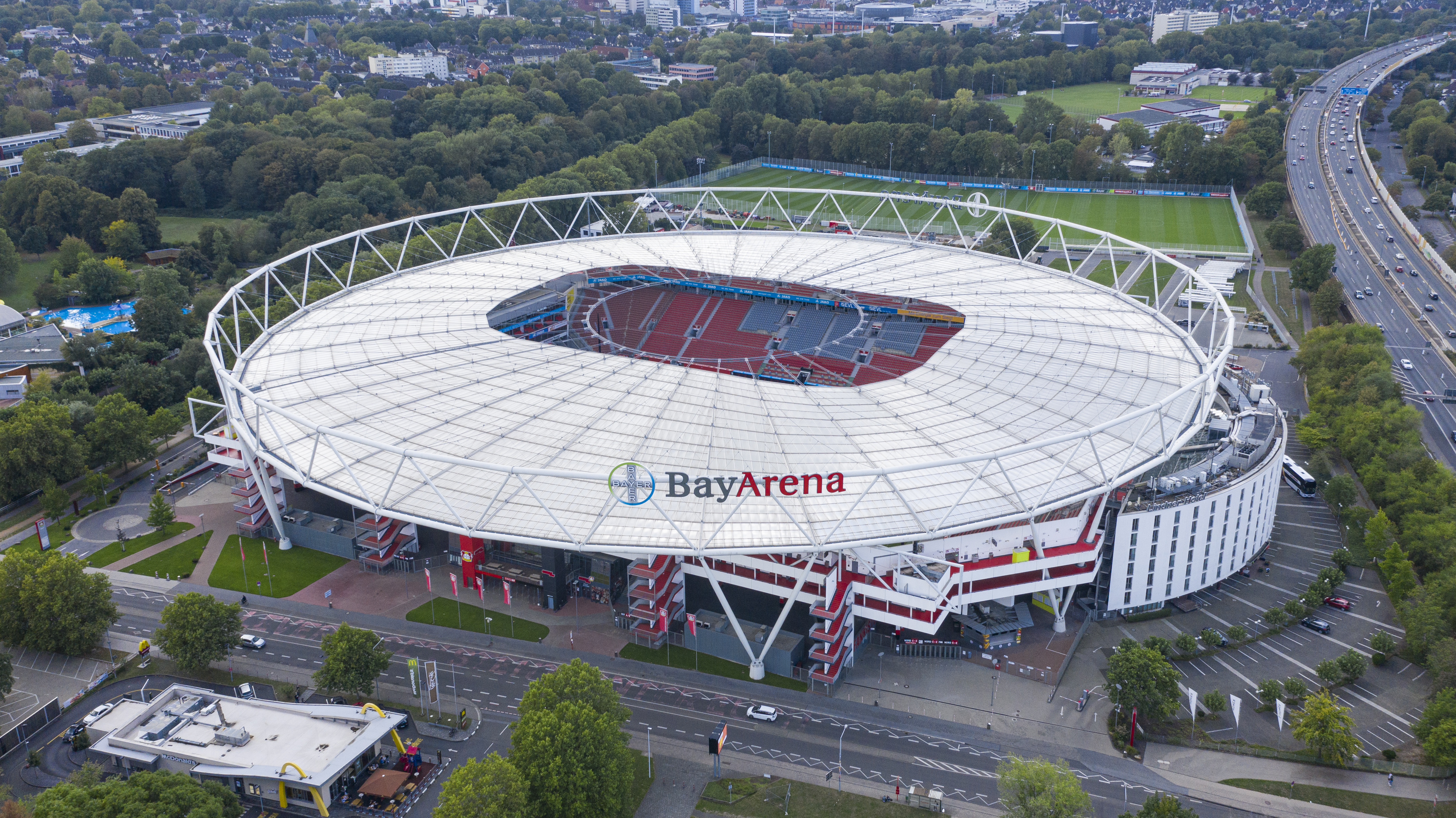
BayArena em Leverkusen, Alemanha

A empresa é dona da equipe de futebol alemã Bayer 04 Leverkusen, e também do estádio da equipe, a BayArena.
Além da equipe de futebol, a empresa possui mais 25 clubes de diversas modalidades esportivas, de nível amador a profissional, que vai do tênis à equipes de equitação.